# Engelmann-Fichte
Die Engelmann-Fichte (Picea engelmannii, Syn.: Picea glauca subsp. engelmannii T.M.C. Taylor 1959) ist eine immergrüne Baumart aus der Gattung Fichten (Picea) in der Familie der Kieferngewächse (Pinaceae). Sie ist im westlichen Nordamerika heimisch. Sie wurde erstmals durch den Botaniker Charles Christopher Parry im Jahr 1863 beschrieben, der sie nach dem Entdecker der Art benannte, dem Arzt und Botaniker Georg Engelmann.

## Beschreibung

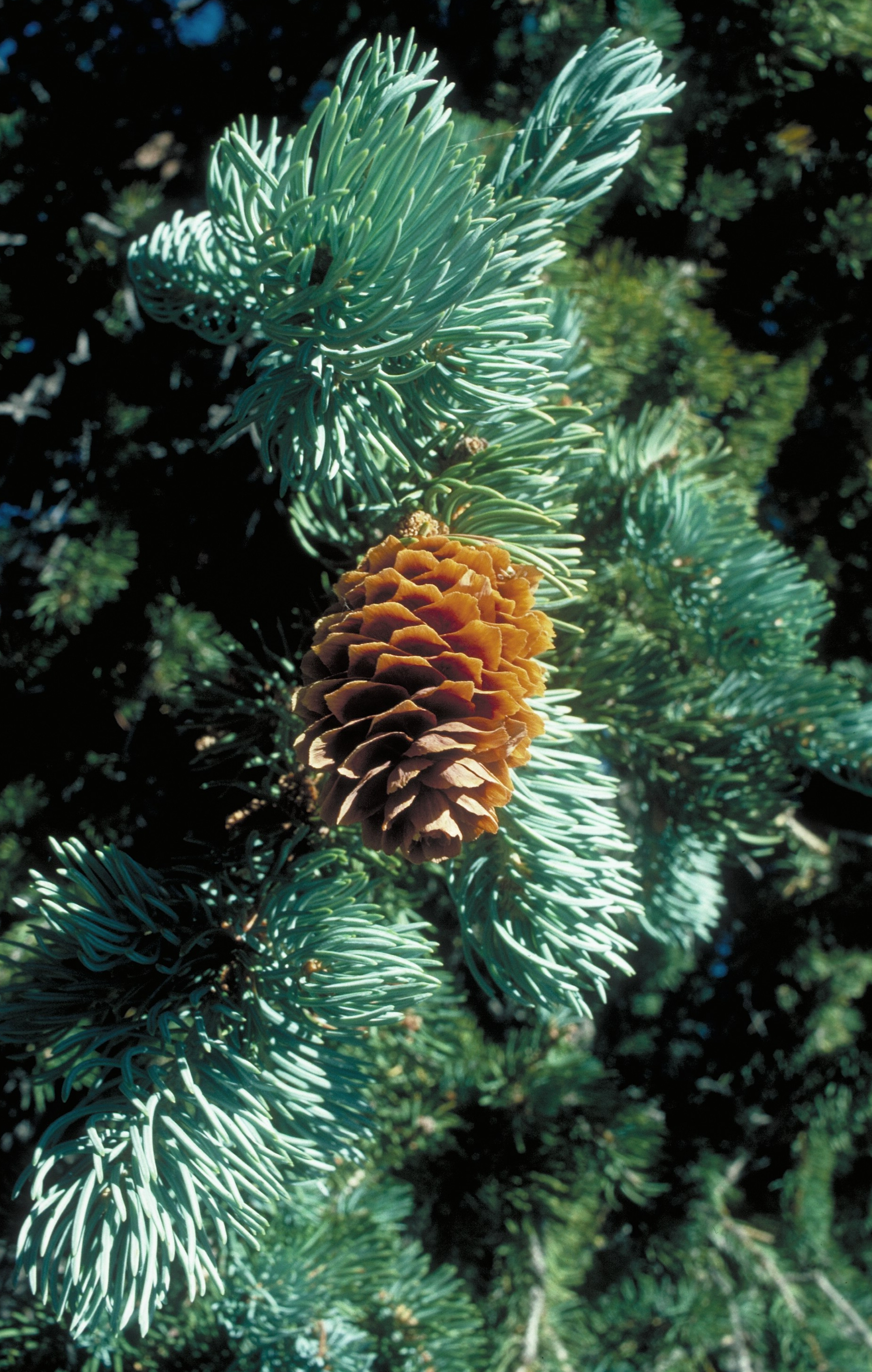
Zweig mit reifen Zapfen und Nadeln

### Habitus
Die Engelmann-Fichte ist ein schnellwüchsiger, immergrüner Baum, der Wuchshöhen von normalerweise 24 bis 35 Meter, selten bis über 65 Meter erreicht. Der Brusthöhendurchmesser liegt zwischen 76 und über 200 Zentimeter. An der Baumgrenze wächst die Art strauchförmig oder zwergig. Die Baumkrone ist sehr vollholzig und schmal kegelförmig. Frei stehende Bäume sind bis zum Boden beastet. Die Äste stehen spitzwinkelig vom Stamm ab und hängen an den Enden etwas über. Die Borke ist dünn und schuppig und blättert in kreisförmigen Plättchen von 5 bis 10 Zentimeter Durchmesser ab. Die Rinde der jungen Zweige ist orangebraun bis graubraun und meist dicht behaart. Die Art wird bis zu 900 Jahre alt.

### Chromosomenzahl
Die Chromosomenzahl beträgt 2n = 24.

### Belaubung
Die biegsamen Nadeln sind 25 bis 32 Millimeter lang und im Querschnitt viereckig. Sie sind kurz gestielt und oft zugespitzt, stechen aber nicht. Die Nadeloberseite ist blaugrün, mit dünnen Stomata-Linien, die Unterseite blau-weiß mit zwei breiten Stomata-Linien. Die Nadeln sind oft von einer weißlichen Wachsauflage bedeckt. Wenn man die Nadeln zerreibt verströmen sie einen eigenartigen Geruch.

### Blüten, Zapfen und Samen
Die Engelmann-Fichte ist einhäusig-getrenntgeschlechtig (monözisch). Sie wird mit rund 25 Jahren mannbar. Die männlichen Blütenzapfen sind dunkel purpur gefärbt. Die weiblichen Blütenzapfen sind hell scharlachrot gefärbt. Die eiförmigen, zur Reife im August bis Anfang September des Blütejahres hellbraunen Zapfen hängen nach unten und werden 2,5 bis 6 Zentimeter lang. Sie sind in geschlossenem Zustand etwa 1,5 Zentimeter dick und im offenen Zustand etwa 3 Zentimeter dick. Sie haben dünne, biegbare und keilförmige Zapfenschuppen mit einer Länge von 15 bis 20 Millimeter, deren Spitzen oft eingeschnitten sind. Jeder Zapfen bildet 8 bis 20 dunkelbraune bis fast schwarze Samen aus, die meist im Oktober entlassen werden. Die Samen werden 2 bis 3 Millimeter lang, rund 2 Millimeter breit und besitzen einen 12 bis 14 Millimeter langen hellbraunen Flügel. Das Tausendkorngewicht beträgt rund 3,3 Gramm.

### Wurzeln
Die Engelmann-Fichte ist ein Flachwurzler und daher windwurfgefährdet. Der Großteil des Wurzelsystems befindet sich in Tiefen von 30 bis 46 Zentimeter. Auf tiefgründigen Böden kann das Wurzelsystem in Tiefen bis zu 2,5 Meter vordringen. Die Sämlinge bilden eine Pfahlwurzel aus, die aber bald dem flachen Wurzelsystem weicht. Die Engelmann-Fichte geht unter anderem Mykorrhiza-Partnerschaften mit dem Pantherpilz (Amanita pantheriana), mit Cenococcum geophilum, mit dem Edelreizker (Lactarius deliciosus), mit dem Blaublättrigen Weiß-Täubling (Russula delica), mit dem Kirschroten Spei-Täubling (Russula emetica) und mit Suillus ruber ein.

## Verbreitung und Standort

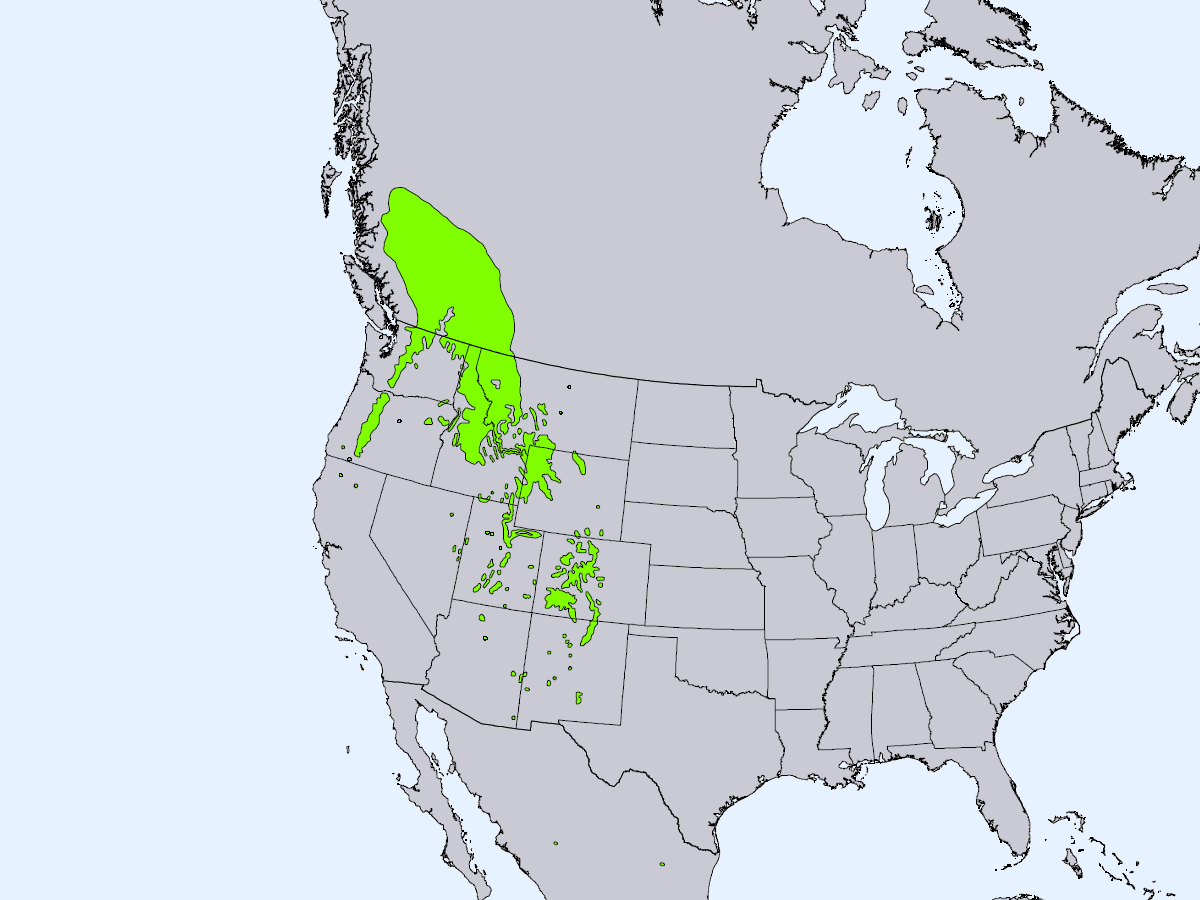
Verbreitungskarte

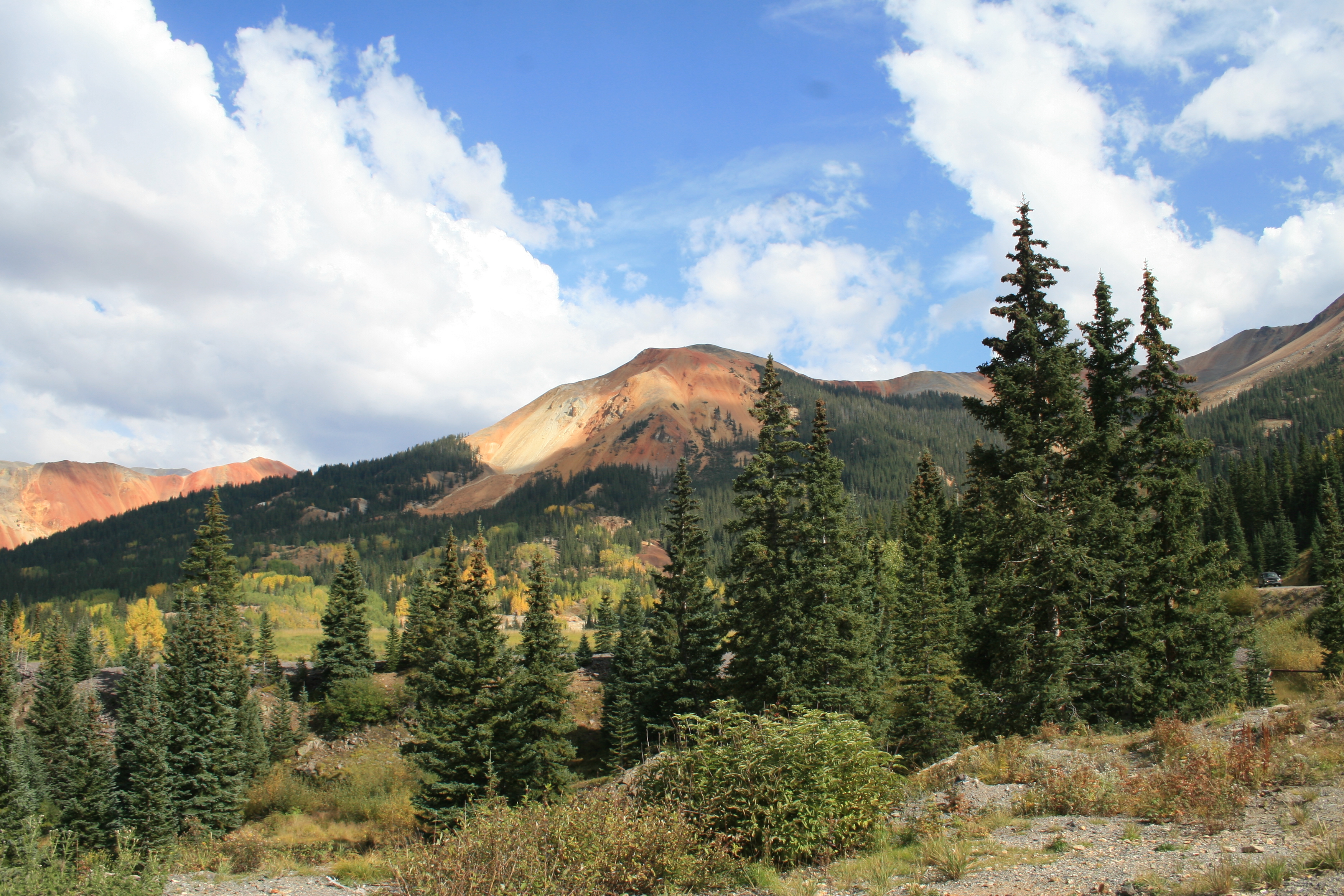
Bestand der Engelmann-Fichte

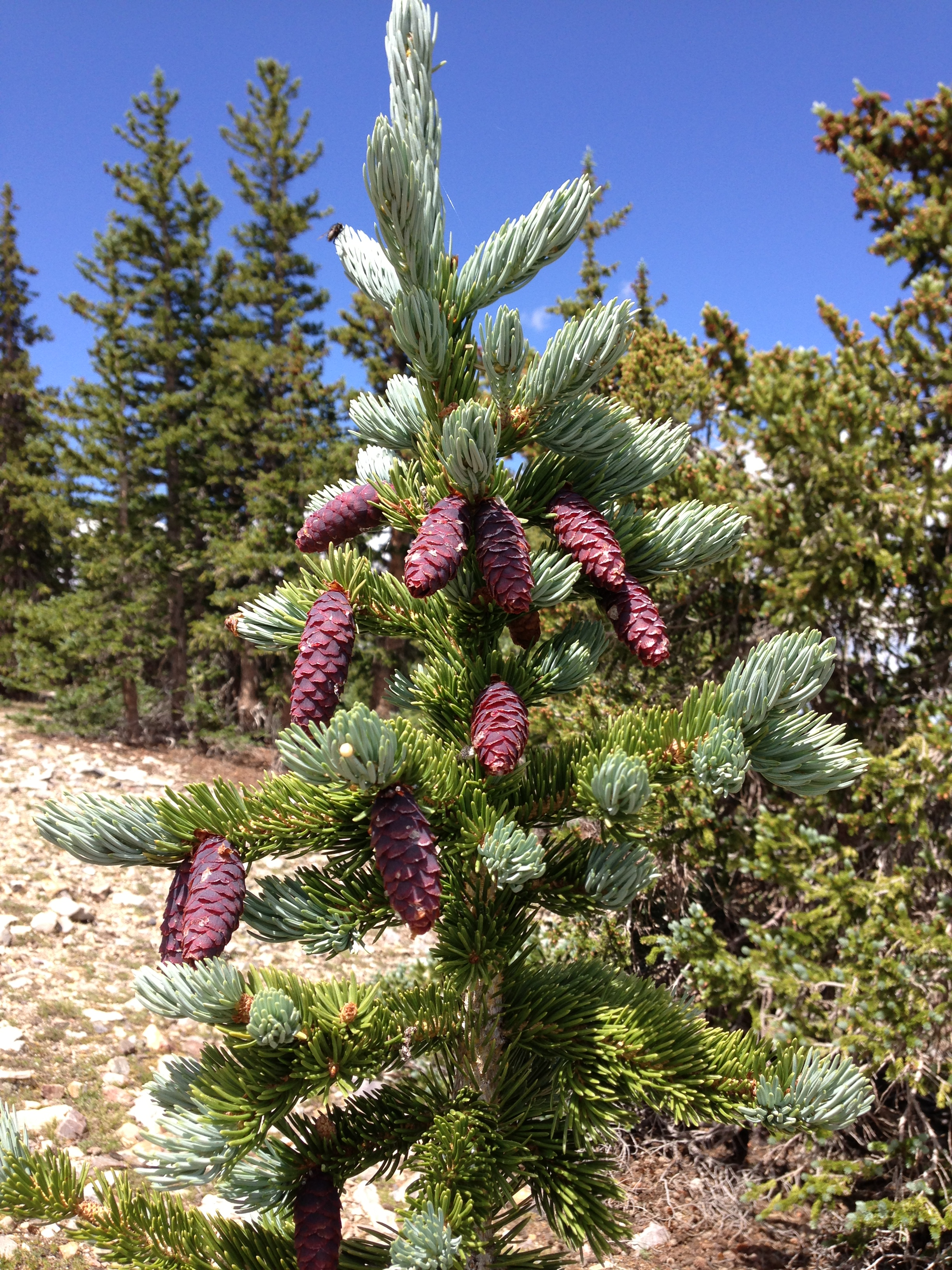
Engelmann-Fichte mit Zapfen

Die Engelmann-Fichte ist im Westen Nordamerikas heimisch. Das Verbreitungsgebiet erstreckt sich von British Columbia und Alberta bis ins nördliche Kalifornien und nach Arizona und New Mexico. Es erstreckt sich dabei über 9 US-Bundesstaaten und zwei kanadische Provinzen. Außerdem befinden sich zwei isolierte Populationen im nördlichen Mexiko. Im pazifischen Nordwesten der USA liegt das natürliche Verbreitungsgebiet östlich der Küstengebirge. Es umfasst auch große Teile der Rocky Mountains. Die Engelmann-Fichte wächst in Höhenlagen von 750 bis 3.300 Meter, im Nordwesten des Verbreitungsgebietes selten tiefer. In vielen Gebieten bildet sie die Baumgrenze. Sie wird wegen ihres attraktiven Erscheinungsbilds weltweit in Gärten und Parks angepflanzt.
Die Engelmann-Fichte ist eine Baumart des kalt-humides Klimas. Die Winter sind lang, kalt und schneereich mit Extremtemperaturen von bis zu −45 °C. Die Sommer sind im Gegensatz dazu kurz und kühl mit Temperaturmaxima von +32 °C. Frost kann es jederzeit im Jahr geben. Die Jahresniederschläge betragen durchschnittlich 640 mm. Es werden mittelgründige, gut drainierte, schluffige oder tonige Böden besiedelt, die aus Basalt-, Andesit-, Rhyolit-, Schiefer- oder Kalkgestein entstanden sind. Ein geringes Wachstum zeigt die Art auf nährstoffarmen, trocken, flachgründigen und grobkörnigen Sanden und Kiesen. Sie ist eine Lichtbaumart, gilt aber als schattentolerant. Die Engelmann-Fichte bildet Reinbestände und Mischbestände mit der Felsengebirgs-Tanne (Abies lasiocarpa), der Küsten-Kiefer (Pinus contorta), der Weißstämmigen Kiefer (Pinus albicaulis), mit der Westlichen Weymouth-Kiefer (Pinus monticola), mit der Douglasie (Pseudotsuga menziesii) und mit der Amerikanischen Zitterpappel (Populus tremuloides).

## Nutzung

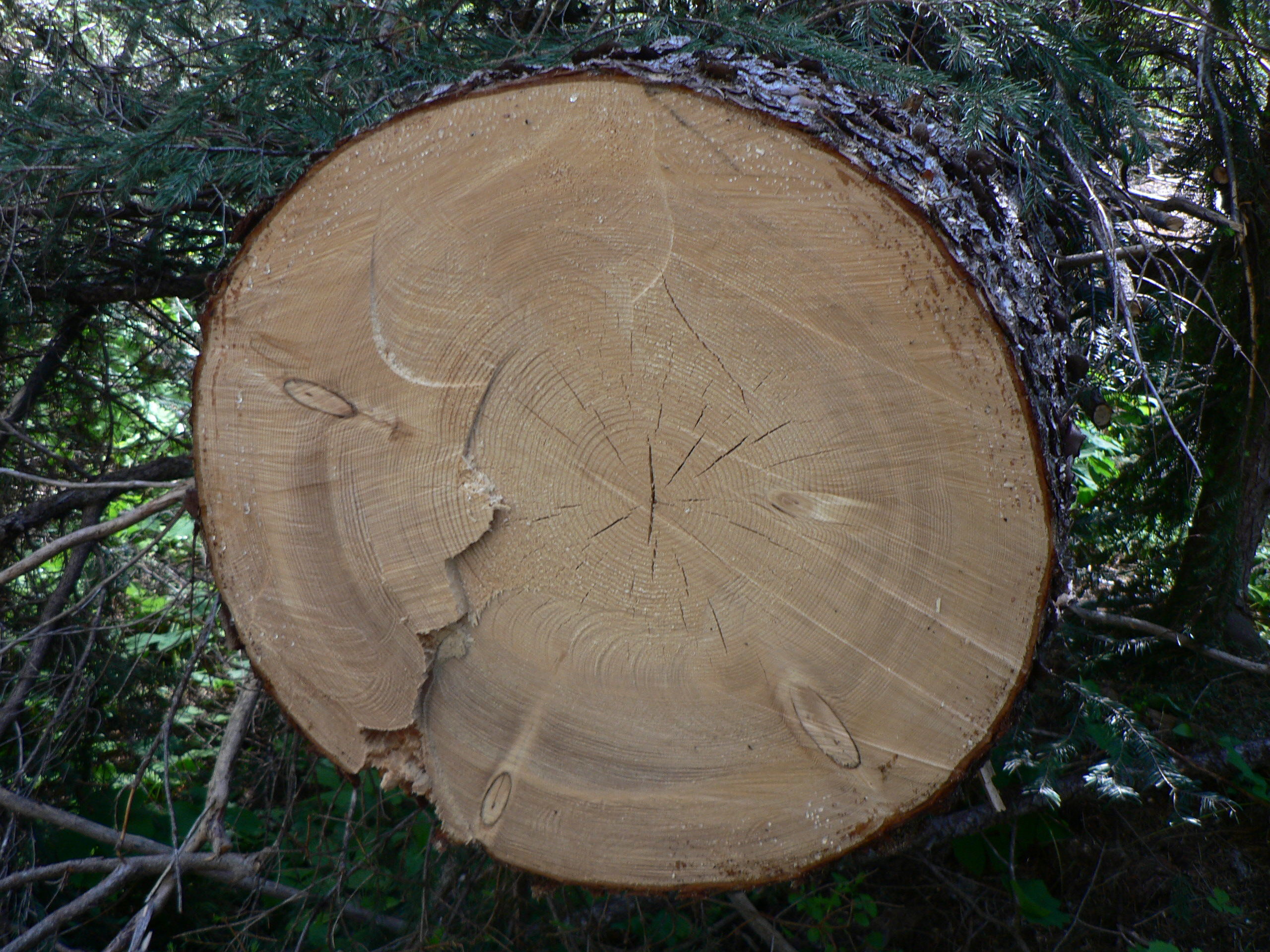
Stammquerschnitt

Das Holz der Engelmann-Fichte gilt als eines der leichtesten Nutzhölzer in den USA. Dieses Fichtenholz wird zur Herstellung von Papier, Sägewaren und Verschalungen genutzt. Das langsam gewachsene Holz der in höheren Lagen vorkommenden Engelmann-Fichten wird zusätzlich für den Bau von akustischen Gitarren, Geigen und Klavieren verwendet. In geringerem Maße werden Engelmann-Fichten als Weihnachtsbäume genutzt. Wegen ihres attraktiven Erscheinungsbildes ist sie ein beliebter Garten- und Parkbaum, der weltweit angebaut wird. In einigen Ländern findet sie Verwendung in Schnee- und Windschutzgürteln. Forstliche Anbauten in Europa verliefen aufgrund von Trägwüchsigkeit und starker Astigkeit enttäuschend. Viele Vögel und Kleinsäuger ernähren sich von Samen und Knospen der Engelmann-Fichte. Sie bietet vor allem im hohen Norden vielen Tieren Winterschutz.

## Krankheiten und Schädlinge
Als häufigste Pilzkrankheit gilt die Holzfäule. Die wichtigsten Erreger von Wurzel- und Stockfäule sind Phellinus nigrolimitatus, Inonotus tomentosus, Flammula alnicola, der Braune Kellerschwamm (Coniophora puteana) sowie Arten aus der Gattung Hallimasche (Armillaria). Stammfäule wird häufig durch den Kiefernholzschwamm (Phellinus pini), durch Haematostereum sanguinolentum, Echinodontium sulcatum und den Tannen-Schichtpilz (Amylostereum chailletii) ausgelöst. Der Pilz Chrysomyxa arctostaphyli verursacht Stammverformungen, Zopftrocknis und Zuwachsverluste. Die Zwergmistelart Arceuthobium microcarpum befällt die Engelmann-Fichte, kommt aber nur im südlichen Teil des Verbreitungsgebietes vor. Nadelparasiten stellen keine ernsthafte Gefährdung für die Art dar. Der Borkenkäfer Dendroctonus rufipennis befällt hauptsächlich alte oder überalterte Bestände und gilt als wirtschaftlich bedeutend. Zuwachsverluste und Deformationen des Stammes werden durch die Raupen der Wicklerart Choristoneura freemani hervorgerufen, die sich von Nadeln und Knospen der Pflanze ernähren.
Die Engelmann-Fichte reagiert aufgrund ihrer dünnen Borke empfindlich auf Waldbrände.

## Systematik
Die Engelmann-Fichte kann in zwei geografische Unterarten gegliedert werden, wobei diese von einigen Autoren als Varietäten oder gar als eigenständige Arten beschrieben wurden:
- Die Engelmann-Fichte (Picea engelmannii subsp. engelmannii): Sie kommt vom westlichen Kanada bis zu den westlichen und westlich-zentralen Vereinigten Staaten vor.[3]
- Die Mexikanische Fichte (Picea engelmannii subsp. mexicana (Martínez) P.A. Schmidt) kommt in zwei isolierten Populationen in den hochgelegenen Bergen im nördlichen Mexiko vor, in der Sierra del Carmen in Coahuila (Sierra Madre Oriental) und auf dem Cerro Mohinora in Chihuahua (Sierra Madre Occidental). Die Engelmann-Fichten in den Bergen des südwestlichen New Mexico, südöstlichen Arizona und nördlichen Mexiko  gehören möglicherweise zu dieser Unterart.

Die Engelmann-Fichte kreuzt sich im gemeinsamen Verbreitungsgebiet extensiv mit der nahe verwandten Weiß-Fichte (Picea glauca), welche weiter nördlich und östlich in den Rocky Mountains beheimatet ist, seltener mit der ebenfalls nah verwandten Sitka-Fichte (Picea sitchensis) in den westlichen Ausläufern der Kaskadenkette.